# Palais Liechtenstein (Fürstengasse)

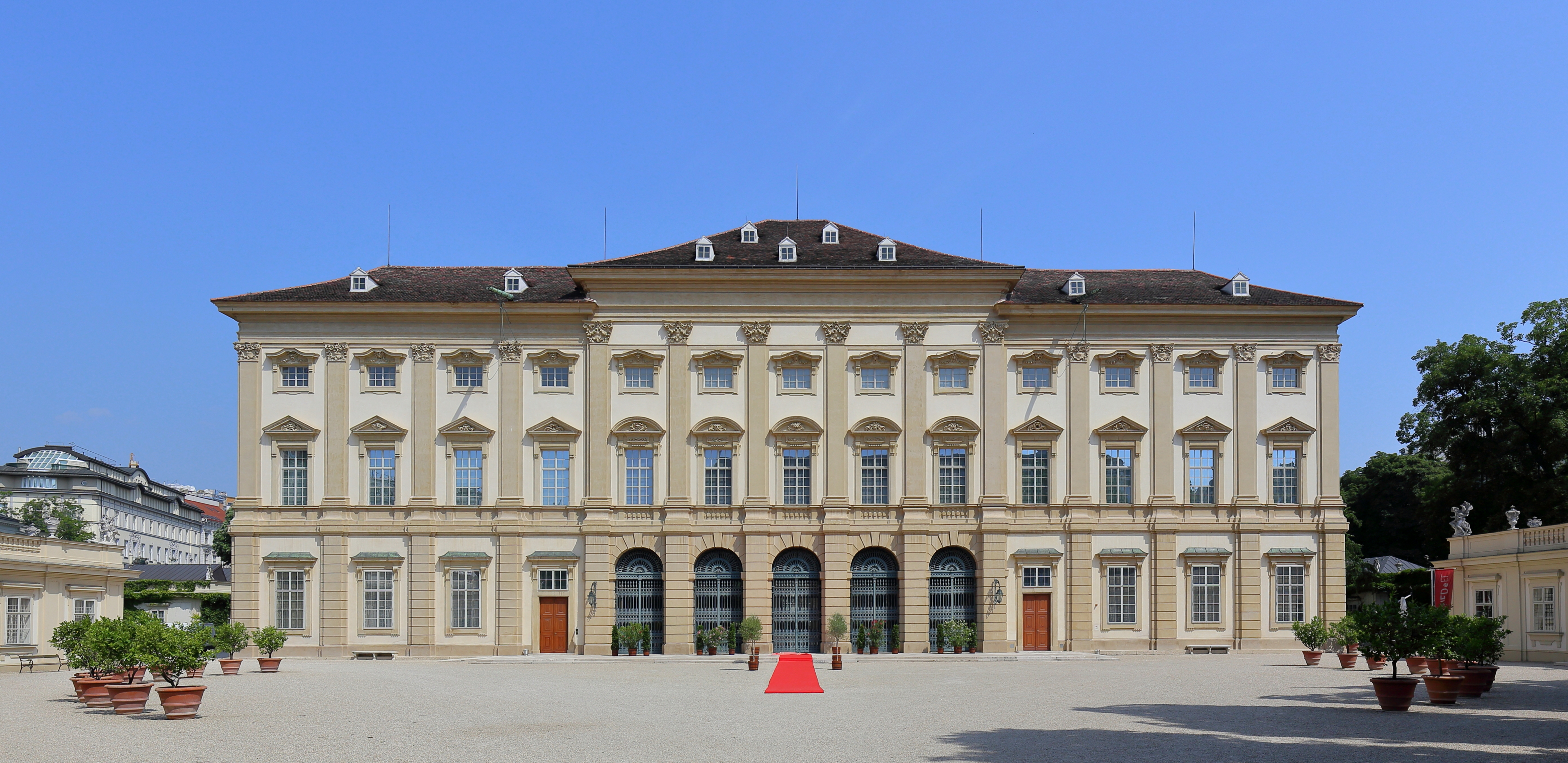
Gartenpalais Liechtenstein an der Fürstengasse

Das Gartenpalais Liechtenstein ist ein barockes Palais an der Fürstengasse im 9. Wiener Gemeindebezirk, Alsergrund. Zwischen dem Palais, in dem sich bis Ende 2011 das Liechtenstein Museum befand, und dem ursprünglich als Belvedere ausgeführten „Alserbachpalais“ liegt eine Parkanlage. Seit Anfang 2012 steht das Gartenpalais Liechtenstein als Ort für Veranstaltungen zur Verfügung. Ein Teil der privaten Kunstsammlung des Fürsten von und zu Liechtenstein befindet sich nach wie vor in den Galerieräumen des Palais. 2010 wurde begonnen, das Palais, um künftig Verwechslungen zu vermeiden, offiziell als Gartenpalais zu bezeichnen, da bis 2013 das Stadtpalais Liechtenstein in der Wiener Altstadt renoviert und dann ebenfalls mit einem Teil der Liechtensteinischen Kunstsammlung ausgestattet wurde.

## Gebäude

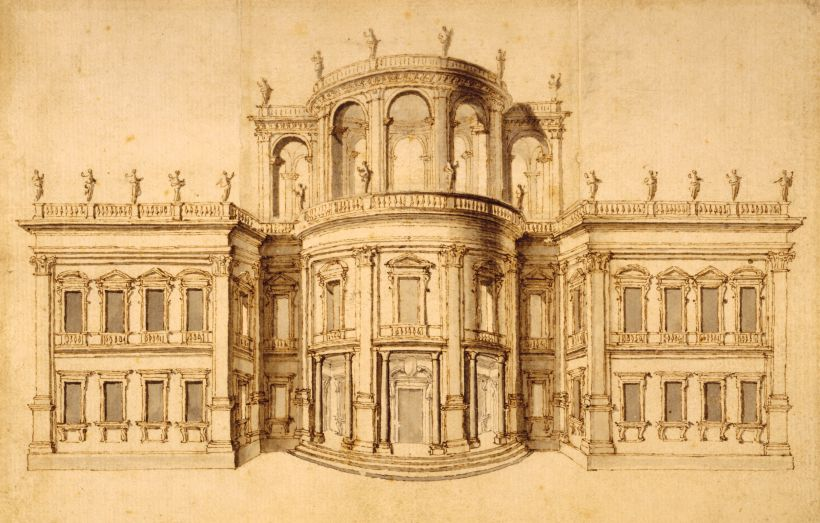
Entwurf für das Gartenpalais Liechtenstein, Johann Bernhard Fischer von Erlach, um 1687/88

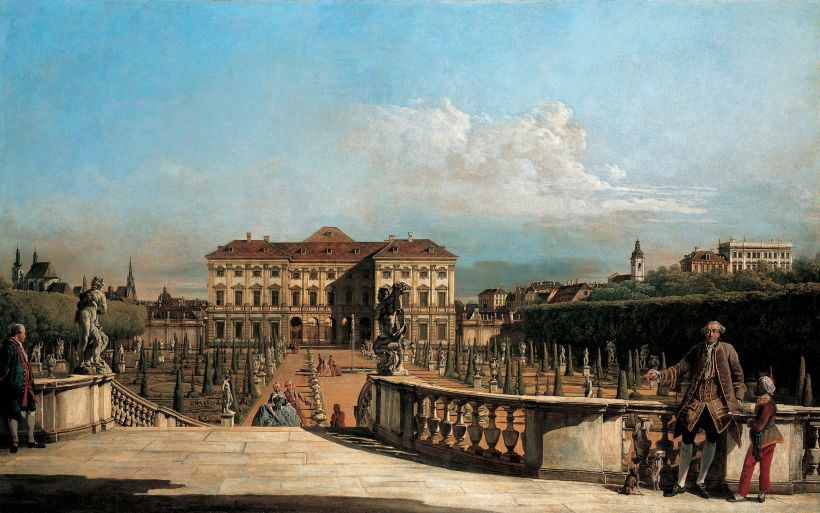
Canaletto: Ansicht des Palais Liechtenstein

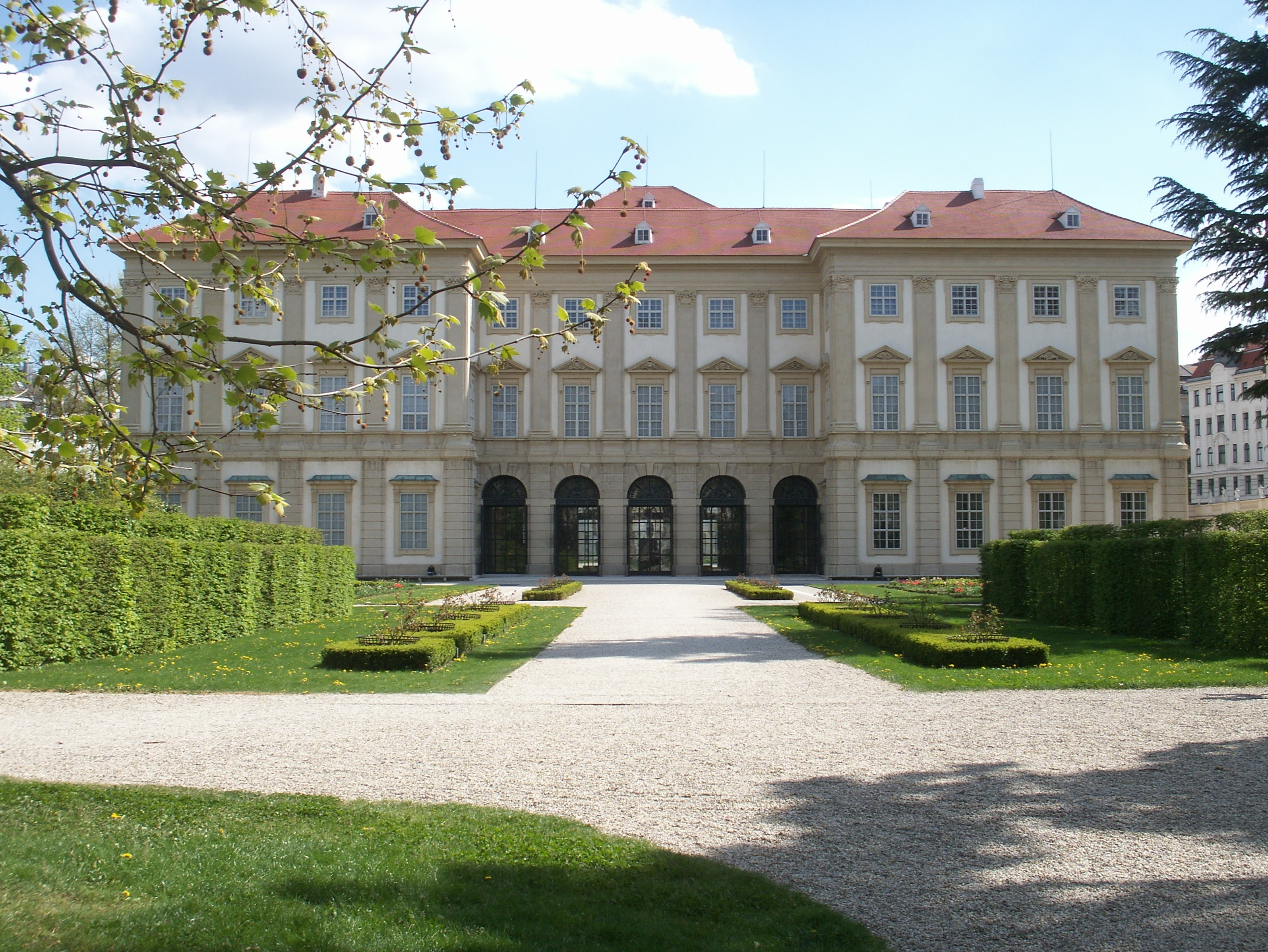
Palais Liechtenstein von der Gartenseite

1687 erwarb Fürst Johann Adam Andreas von Liechtenstein einen Garten mit benachbarten Wiesen des Grafen Weikhard von Auersperg in der Rossau. Im südlichen Teil des Grundstücks ließ der Fürst ein Palais errichten, im Norden gründete er eine Brauerei und eine Grundherrschaft, aus der sich die Vorstadt Lichtental entwickelte. Für den Bau des Palais lobte Johann Adam Andreas 1688 einen Wettbewerb aus, an dem unter anderem auch der junge Johann Bernhard Fischer von Erlach teilnahm. Dessen wenig funktionales, „durchlässiges“ Projekt wurde vom Fürsten aber verworfen, stattdessen durfte er jedoch immerhin ein Garten-Belvedere in der Alserbachstraße 14 bauen, das allerdings 1872 abgebrochen wurde.
Den Wettbewerb gewann Domenico Egidio Rossi, der aber schon 1692 durch Domenico Martinelli ersetzt wurde. Die Ausführung der Steinmetzarbeiten war dem fürstlichen Hofsteinmetzmeister Martin Mitschke übertragen worden. Ihm lieferten die Kaisersteinbrucher Meister Ambrosius Ferrethi, Giovanni Battista Passerini und Martin Trumler große Pfeiler, Säulen und Sockel aus Kaiserstein. Auftragsbeginn war der 4. Juli 1689, die Gesamtkosten betrugen rund 50.000 Gulden.
Nach Kontrakten aus den Jahren 1693 und 1701 verpflichteten sich die Salzburger Steinmetzmeister Johann Pernegger und Joseph Eigner, für 4.060 Gulden die Stufen der großen Prunkstiege aus Lienbacher (= Adneter Rot) Marmor-Monolithen von 4,65 Meter Länge zu liefern. Von Meister Nicolaus Wendlinger aus Hallein kamen die Stiegenbalustraden um 1.000 Gulden.
Gebaut wurde eine Mischung aus Stadt- und Landhaus im römischen Stil, ein Palazzo in villa. Die Gliederung ist klar und die Bauweise sehr blockhaft mit einem betonten Mittelrisaliten, wie das dem konservativen Geschmack des Fürsten entgegenkam. Nach der Vorschrift des Architekturtraktates von Johann Adam Andreas’ Vater, Karl Eusebius, wurde das Palais dreistöckig und mit 13 Fensterachsen an der Haupt- bzw. sieben Fensterachsen an der Seitenfront ausgeführt. Zusammen mit den Vorbauten bildet es einen Ehrenhof.

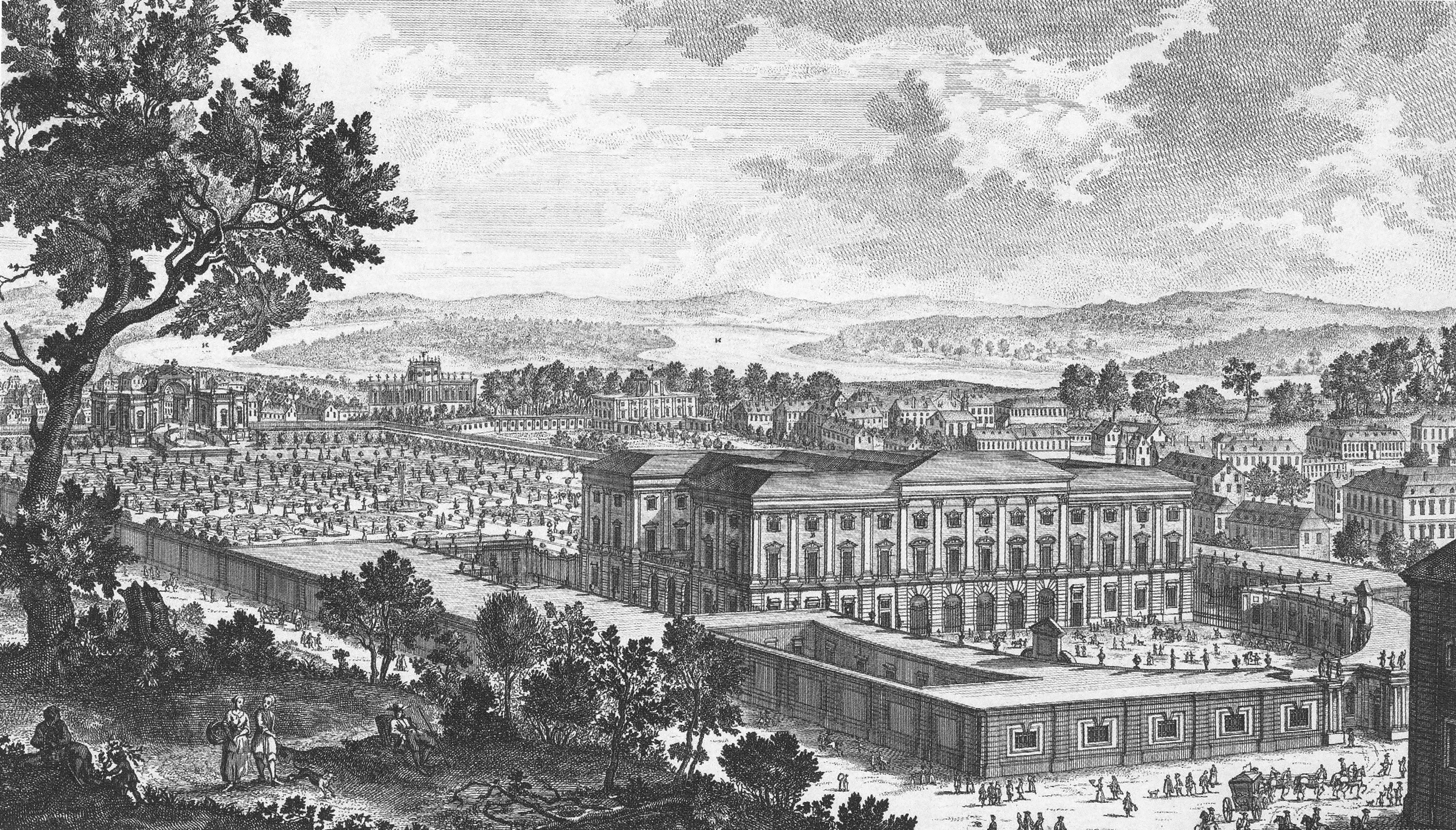
Stich von Johann Adam Delsenbach nach einer Zeichnung von Joseph Emanuel Fischer von Erlach, 1715

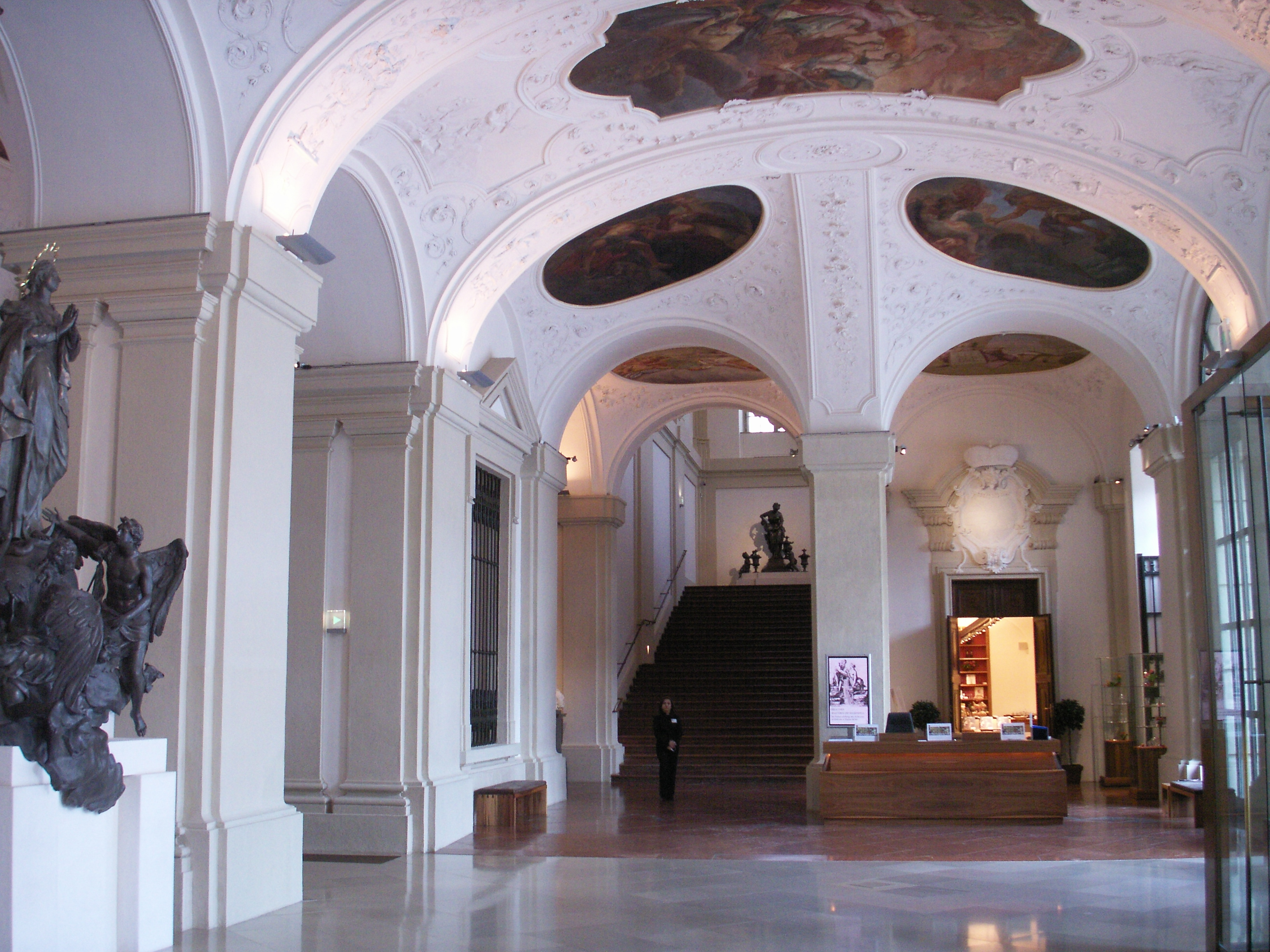
Sala terrena des Palais

1700 war der Rohbau vollendet. Im Jahre 1702 übernahmen die Salzburger Steinmetzmeister Andreas und Georg Doppler für 7.005 Gulden die Herstellung der Türrahmen aus weißem Salzburger Marmor, 1708 erfolgte die Lieferung der beiden Kamine im Marmorsaal für 1.577 Gulden. Für die malerische Ausstattung wurde ursprünglich der Bologneser Marcantonio Franceschini engagiert, von dem einige Deckenmalereien im ersten Stock stammen. Da er dem Fürsten zu langsam war, wurde Antonio Bellucci aus Venedig engagiert, der den Rest des Stockwerkes ausmalte. Das Deckengemälde im Großen Festsaal, dem Herkulessaal, besorgte allerdings Andrea Pozzo. 1708 bestätigte Pozzo die Summe von 7.500 Gulden, die er seit dem Jahr 1704 für das Deckenfresko im Marmorsaal in Raten erhalten hatte.
Da diese Künstler aber starben (Pozzo) oder nach Italien zurückgingen, hatte der Fürst nun keinen Maler für das Erdgeschoß.
Nach längerer Suche wurde schließlich Johann Michael Rottmayr für die Ausmalung des Erdgeschoßes engagiert – ursprünglich eine Notlösung, da der Fürst der Ansicht war, dass nur italienische Künstler buon gusto d’invenzione hätten. Da Rottmayr in die ursprüngliche Planung nicht involviert gewesen war, passen seine Malereien nicht ganz mit der Stuckatur zusammen. Rottmayr bestätigte 1708 den Empfang von 7.500 Gulden für seine Freskenarbeit.
Giovanni Giuliani, der den plastischen Schmuck in den Fensterverdachungen der Hauptfassade gestaltete, verpflichtete sich 1705, sechzehn Steinvasen aus Zogelsdorfer Stein zu liefern. Vom September 1704 bis zum August 1705 stuckierte Santino Bussi die Gewölbe der Erdgeschoßhalle und erhielt ein Honorar von 1.000 Gulden und zwanzig Eimer Wein. 1706 schmückte Bussi die beiden Stiegenhäuser, den Marmorsaal, den Galeriesaal und die übrigen sechs Säle des Hauptgeschoßes mit seiner Stuckarbeit für 2.200 Gulden und zwanzig Eimer Wein. 1709 erhielt Giuliani für seine Kaminbekrönungen des großen Saales und die Vasen 1.128 Gulden.

## Garten
Der Garten wurde im Sinn eines klassischen Barockgartens angelegt. Die Vasen und Statuen wurden nach Plänen von Giuseppe Mazza vom ortsansässigen Giovanni Giuliani ausgeführt. Um 1820 wurde der Garten nach Plänen von Joseph Kornhäusel im klassizistischen Sinn umgestaltet. In der Fürstengasse befand sich gegenüber dem Palais die 1700 erbaute Orangerie.

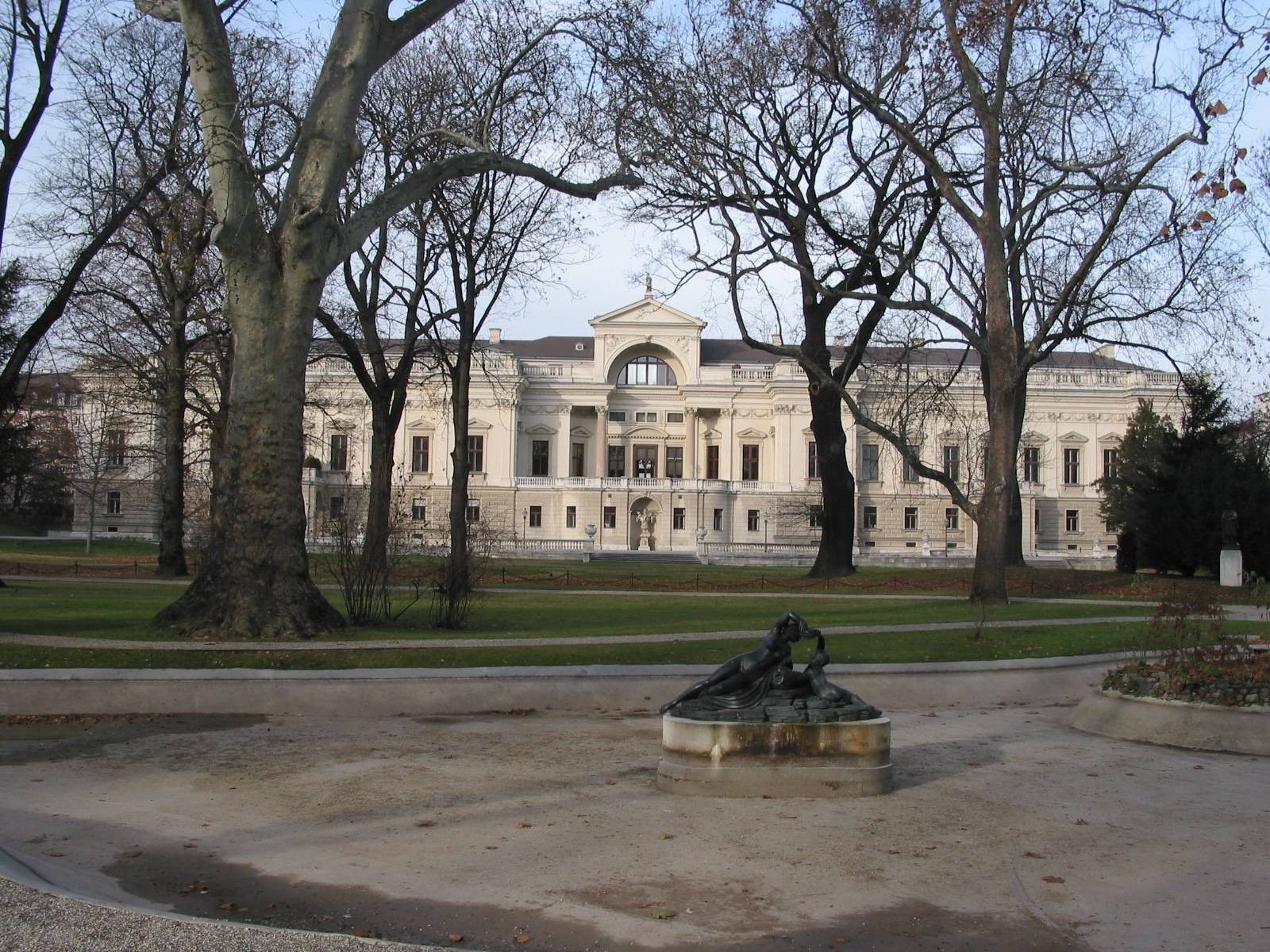
Das Gartenpalais für die Fürstenwitwe von Heinrich von Ferstel

Ursprünglich war nordseitig des Parks ein Garten-Belvedere, dieses wurde von 1873 bis 1875 durch ein von Heinrich Ferstel errichtetes Gartenpalais für die Fürstenwitwe ersetzt.

## Nutzung als Museum
Von 1805 bis 1938 beherbergte das Palais die Familiensammlung des Hauses Liechtenstein, die auch öffentlich besichtigt werden konnte; die Sammlung wurde dann ins Fürstentum Liechtenstein transferiert, das im Krieg neutral blieb und nicht bombardiert wurde. In den 1960er und 1970er Jahren war das so genannte Bauzentrum als Mieter im Palais untergebracht, eine Dauerausstellung für die Errichter von Einfamilienhäusern und ähnlichen Gebäuden. Vom 26. April 1979 an mietete das seit 1962 im so genannten 20er Haus untergebrachte Museum des 20. Jahrhunderts, ein Bundesmuseum, das Palais als neues Haupthaus; das 20er Haus wurde als Dependance weitergeführt. Seit der Betriebsaufnahme im Palais nannte sich die Sammlung Museum moderner Kunst (seit 1991 Museum Moderner Kunst Stiftung Ludwig Wien); 2001 übersiedelte das MUMOK in das neu errichtete MuseumsQuartier.
Von 29. März 2004 bis Ende 2011 befand sich im Palais das Liechtenstein-Museum, dessen Sammlung Gemälde und Plastiken aus fünf Jahrhunderten umfasst. Bei der Sammlung handelt es sich um eine der größten und wertvollsten privaten Kunstsammlungen der Welt, deren Hauptstützpunkt in Vaduz (Liechtenstein) ist. Wie das Palais ist auch die Sammlung im Besitz der Stiftung Fürst Liechtenstein.
Am 15. November 2011 wurde bekanntgegeben, dass der reguläre Museumsbetrieb im Gartenpalais wegen der hinter den ursprünglichen Erwartungen sehr stark zurückgebliebenen Besuchszahlen mit Jänner 2012 beendet wird. Das Stadtpalais Liechtenstein werde ebenfalls keinen regulären Museumsbetrieb bieten. Ausgestellte Kunstwerke würden dann (im Stadtpalais ab 2013) nur mehr während der „Langen Nacht der Museen“, für angemeldete Gruppen und während eingemieteter Veranstaltungen zu besichtigen sein. Der Name Liechtenstein Museum werde nicht mehr verwendet.

## Weitere Nutzung
In dem Gebäude, das den Vorhof rechter Hand einrahmt, befinden sich heute die Verwaltung des Palais und die Hofkellerei, in der Weine und Spezialitäten erworben und auch vor Ort konsumiert werden können. Ein Mieter im Alserbachpalais ist Energy Exchange Austria.